# デザイナー (ラッパー)
デザイナー（Desiigner、本名: Sidney Royel Selby III、1997年5月3日 - ）は、アメリカ合衆国ニューヨークのブルックリン出身のラッパー、歌手、ソングライターである。
2015年のデビューシングル「Panda」がBillboard Hot 100で1位を獲得し、広く知られるようになる。2016年にカニエ・ウェストのレーベルGOOD MusicおよびDef Jamと契約し、2018年にはEP『New English』をリリース。2019年にGOOD MusicとDef Jamから離れ、以降はインディペンデントで活動している。

## 来歴

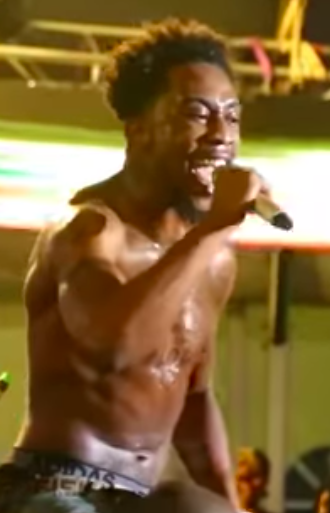
ライブで歌うDesiigner（2018年）

1997年5月3日、デザイナーことシドニー・ロイェル・セルビー IIIはニューヨーク市のブルックリンに産まれる。その後ベッドフォード・スチュイヴェサント地区のルイ・アームストロングの住宅地で育った。学校の聖歌隊や教会でボーカルの練習を始め、14歳の時に銃撃を受けたことをきっかけに音楽活動を本格化させる。
デザイナーは最初Dezoloという名で音楽のキャリアをスタートさせ、その後はDesigner Royelという別名で作品を発表していた。妹に「Royel」をやめて「Designer」を残し「I」を2つにするよう説得され、現在のアーティスト名になった。
2015年12月3日、デザイナー名義でデビュー曲「Zombie Walk」をリリース。12月15日、デザイナーはシングル「Panda」をSoundCloudでリリースし話題となる。2016年2月11日、デザイナーはDef Jam Recordingsとその傘下であるカニエ・ウェストのレーベルGOOD Musicと契約を結ぶ。「Panda」はBillboard Hot 100で1位を記録し、広く知られるようになった。その後、デザイナーはカニエ・ウェストのアルバム『The Life of Pablo』に収録された「Pt.2」（Pandaをサンプリングした楽曲）と「Freestyle 4」の2曲に参加する。
2016年6月、XXLの2016年フレッシュマン・クラスの1人に選ばれる。6月26日、初のフルレングス・ミックステープ『New English』をリリースした。7月21日、シングル「Tiimmy Turner」をリリースし、アメリカでプラチナディスクに認定される。
2018年5月4日、EP『L.O.D.』をリリースする。
2019年にGOOD MusicとDef Jamから離れ、インディペンデントでの活動を開始する。
2020年7月31日、デザイナーは自身のレーベルLOD RecordsからEP『Diamonds Forever』をリリースした。

## 人物

### 事件
2016年9月8日、ニューヨークでデザイナーと他の3人が銃を向けていると通報があった。警察はSUVに乗っているデザイナーと他の4人を発見し、車内でオキシコドンと銃が見つかったことから麻薬と銃の容疑で逮捕された。9月10日、銃に関して無罪となり、薬は運転手が所持していたアナボリック・ステロイドであることが判明し、容疑は晴れた。
2023年4月17日、来日公演後、東京からミネソタへ戻る途中のデルタ航空、ファーストクラスの自席で突如性器を露出させわいせつ行為を始める。CAに注意され一時性器をしまったが、再び性器を露出させ90分間にわたりわいせつ行為を繰り返した。客室乗務員が数回に渡り注意したが該当行為をやめなかった為、ミネソタに到着するまで飛行機の後部座席に隔離され、保安要員の監視を受けた。飛行機が着陸した後、デザイナーは乗務員に謝罪し、直ちに連邦捜査連邦捜査局(FBI)に逮捕された。デザイナーはFBIの調査に対し「(CA)が私を興奮させた為(身体を)露出させた」とし、 飛行中に飲酒状態ではなく、タイ・バンコクの病院で処方された薬を飲んだ状態だったと主張した。しかし、 ＦＢＩはデザイナーに問題があるようには見えず、調査中に一貫した態度を見せたと伝えた。 デザイナーは２１日、自身のツイッターに「ここ数カ月間、私は正常ではなく、何が起きたのか理解するために孤軍奮闘している」と明らかにした。

## ディスコグラフィ
主な作品
- New English (2016年)
- L.O.D. (2018年)